# Biblioteca Municipal Rocha Peixoto
A Biblioteca Municipal Rocha Peixoto é uma biblioteca municipal localizada na Póvoa de Varzim, Portugal. A biblioteca possui várias secções, entre as quais biblioteca infantil, multimédia, de Literatura, Científica e o Fundo Local - estudos sobre a Póvoa de Varzim. 

## História
A biblioteca foi fundada em 1880 e era então uma pequena biblioteca chamada Biblioteca Popular Camões, criada pela altura do tricentenário da morte de Luís de Camões. Em 1913, a biblioteca diversifica-se ao receber, como herança, o núcleo documental do cientista poveiro Rocha Peixoto constituído por 2794 volumes que leva a que, em 1966, por altura do I Centenário do Nascimento de Rocha Peixoto, se passe a denominar Biblioteca Municipal Rocha Peixoto que, após várias mudanças de edifícios, acaba por se instalar, definitivamente, no edifício contemporâneo, da autoria do Arquitecto J. J. Silva Garcia, em 1991.
Em 2006, com as mortes de Manuel Amorim e Manuel Lopes, a biblioteca recebeu também como legado as respectivas bibliotecas pessoais. Estas duas figuras dedicaram-se ao estudo da cidade, Manuel Amorim evidenciou-se pelo aprofundamento da história local, e Manuel Lopes, director da biblioteca até ao seu falecimento, focou-se na cultura local, com a reconstrução da Lancha Poveira Fé em Deus, na mostra de "Siglas Poveiras" (escolhida como exposição do ano na Europa em 1980). Manuel Lopes era um defensor dos costumes poveiros e ambicionava a criação do Pólo de Estudos Poveiros. 
Em 2007, a escritora Luísa Dacosta, devido à sua forte ligação à Póvoa de Varzim por ter vivido em Aver-o-Mar, que teve impacto nas suas obras, doou também parte do seu espólio, como poemas manuscritos, cartas e livros autografados. Objectos íntimos que guardam a memória de encontros e de relações pessoais mantidas com outros autores como um poema inédito de Irene Lisboa.

## Pólos de Leitura
A Biblioteca Municipal Rocha Peixoto gere, também, pequenas bibliotecas chamadas de Pólos de Leitura no município:
- Diana Bar (Biblioteca de Praia)
- Pólo de Leitura da Estela
- Pólo de Leitura da Aguçadoura
- Pólo de Leitura de Amorim
- Pólo de Leitura de Balazar
- Pólo de Leitura de Laundos
- Pólo de Leitura de Rates